# Diecimila lire
Diecimila lire è il primo album in studio del cantautore italiano Dutch Nazari, pubblicato il 14 ottobre 2014 per l'etichetta di Giada Mesi.
“La nascita di questo brano è un perfetto esempio di come la musica e le parole hanno un legame che non può essere ignorato. Questa strumentale, infatti, era stata fatta in origine per accompagnare un altro testo. Però quando l’ho sentita, ho avuto la netta sensazione che mi parlasse di qualcos’altro. Il suono iniziale che va e viene, barcollando come un ubriaco, mi raccontava di un uomo solo. Un uomo che aveva tutto e l’ha perso, e ora vive di elemosina e di ricordi. E allora ho scritto questo.” (Dutch Nazari riferito a  "Una Monetina")

## Tracce
| Traccia        | Collaborazione                       | durata |
| Speculation    |                                      | 2:22   |
| Diecimila Lire |                                      | 4:24   |
| Falling Crumbs | Feat Francesca Ricco & Willie Peyote | 3:37   |
| Una Monetina   |                                      | 4:07   |
| Genio Dentro   | Feat Dargen D’Amico                  | 3:27   |
| Jenin          |                                      | 3:40   |